# 六角定治
六角 定治（ろっかく さだはる、生没年不詳）は安土桃山時代から江戸時代前期の武将。加賀藩士。佐々木左近助、佐々木高守とも。妻は六角義治の次女。家紋は四ツ目結。

## 略歴
六角高賢の子として誕生。父・高賢は六角氏15代当主・義賢の次男である義定の嫡男だった。
永禄9年（1566年）に浅井長政が六角領へ侵攻（蒲生野の戦い）し、義賢の嫡男・義治は敗北。永禄10年（1567年）、義治は戦いの責任を負い、義定が家督を継いでいた。
宇多源氏佐々木氏の名家・六角家を継ぐべき高賢だったが、病弱を理由に弟の高和が家督を継いだ。
高和は江戸幕府旗本となるも、のち無嗣断絶となっている。
定治は六角氏が長い流浪の末に仕えた豊臣秀頼の家臣となり、慶長19年（1614年）大坂の陣に参戦した。
戦後、加賀藩主・前田利常に招かれ、1000石で仕える。子孫は佐々木家（佐々木左近大夫家）として後代まで続いた。騎兵長の座だった。

## 六角氏の嫡流は誰か
定治の孫・佐々木定賢は、宝永5年（1708年）に『佐々木氏系譜序例』を著し、「佐々木四郎」を名乗った六角義治の嫡流である自分こそが佐々木氏の嫡流であると主張した。『寛永諸家系図伝』編纂時に、同族の旗本佐々木高重が自らを佐々木氏（六角氏）嫡流であるとした系図を提出したことを不当とし、抗議したが容れられず誤りが続いているとしている。また「佐々木氏偽宗弁」を付し、六角氏嫡流を称していた沢田源内を、全くの偽系譜（六角氏本家は義実－義秀－義郷（沢田源内）とする）で世間を欺いていると非難した。これらは『系図綜覧』に収録されている。
高重は、家譜で義治の跡を義治の弟・義定が継いだとし、更に義定の跡は次男の高和が継承したとしていた。高和の子が高重である。『寛永系図』にはこの系譜が採取された。ただしこの家は高重の子・求馬定賢が延宝9年（1681年）に早世し無嗣断絶となった。なお『寛永系図』の続編（改修版）・『寛政重修諸家譜』では佐々木庶流となっている。
一方、定賢の先祖は義治の養子・定治である。定治は義定の長男・高賢と、義治の娘との間に生まれた子で、外祖父・義治の養子となったと主張した。
また、六角氏の歴代の法要が定治とその子孫である加賀藩士佐々木家によって行われていることを根拠に、六角家の宗家の家督は義治の後は娘婿である定治が継いだとして、義定と高和の系統はその分家であったとする説もある（この説に基づけば六角氏の17代目当主は定治ということになる）。
平成29年（2017年）になって六角義賢（義治の父）の墓所がある酬恩庵から発見された文書により、定治が六角氏の後継者として実際に義賢・義治父子の供養に関わっていたことを裏付けられ、定賢の主張を事実とする説が有力視されるようになった。

## 子孫
・『寛政重修諸家譜』『系図纂要』『石川県姓氏歴史人物大辞典』参照。
定治以降佐々木氏を名乗る。子の定之―定賢―定明―定国―定則―定正―定舒（温二郎）―定性と続く。
上記の通り、孫・定賢は六角氏嫡流についての論争を起こしている。定国の代に加増されて2100石となった。

## 参考資料
- 太田亮 『姓氏家系大辭典』 第3巻 角川書店、1963年11月
- 佐々木哲 『佐々木六角氏の系譜 系譜学の試み』 思文閣出版、2006年3月
- 新谷和之 編著『近江六角氏』戎光祥出版〈シリーズ・中世西国武士の研究; 3〉、2015年1月
- 村井祐樹『六角定頼 武門の棟梁、天下を平定す』ミネルヴァ書房、2019年
- 松下浩「六角氏と近江の国人」『淡海文化財論叢』5‐淡海文化財論叢刊行会、2010年